# Cioară indiană cu gât sur
Cioara indiană cu gât sur (Corvus splendens) este o specie de pasăre paseriformă din familia Corvidae, originară din Asia de Sud și de Sud-Est. Este o pasăre comună din familia corbilor, de origine asiatică, dar care se găsește în prezent în multe părți ale lumii, unde a ajuns cu ajutorul transportului maritim.

## Taxonomie
Subspecia nominalizată C. s. splendens se găsește în Pakistan, India, Nepal și Bangladesh și are un guler gri. Subspecia C. s. zugmayeri se găsește în zonele uscate din Asia de Sud și Iran și are un guler foarte palid. Subspecia C. s. protegatus se găsește în sudul Indiei, Maldive (uneori separată de maledivicus) și Sri Lanka și este gri închis. C. s. insolens, întâlnită în Myanmar, este cea mai întunecată formă și nu are gulerul gri.

## Comportament

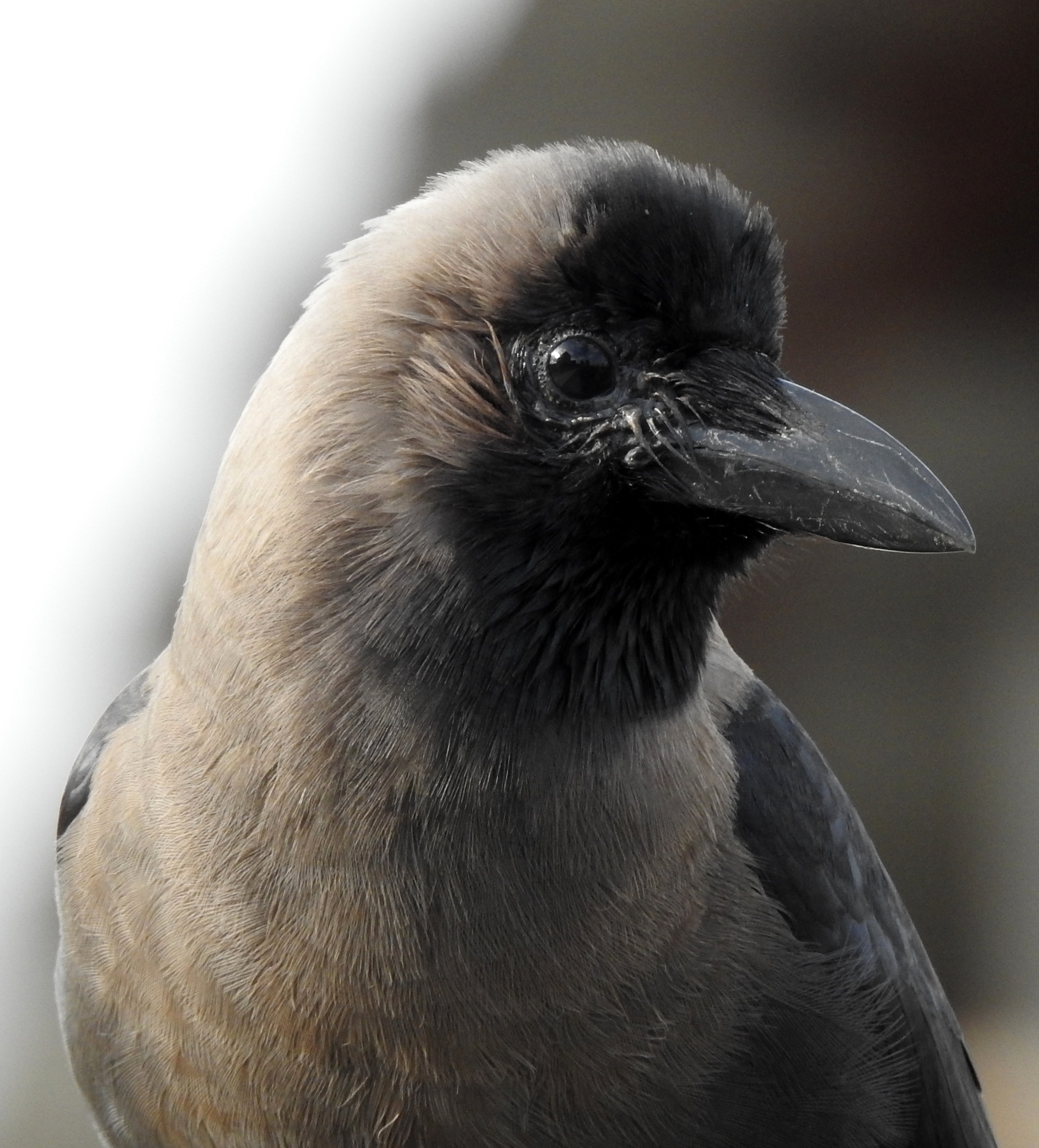
Detaliu cap

Cioara indiană cu gât sur se hrănesc în mare parte cu deșeuri din jurul locuințelor umane, reptile și mamifere mici și alte animale, precum insecte și alte nevertebrate mici, ouă, pui, cereale și fructe. De asemenea, au fost observate ciori domestice coborând în picaj din aer și smulgând pui de veveriță. Cea mai mare parte a hranei o iau de pe sol, dar și din copaci, atunci când au ocazia. Sunt păsări foarte oportuniste și, având în vedere dieta lor omnivoră, pot supraviețui cu aproape orice este comestibil. Aceste păsări pot fi văzute în apropierea piețelor și a gropilor de gunoi, căutând resturi. De asemenea, au fost observate mâncând nisip după ce s-au hrănit cu cadavre.
Depune 3-5 ouă într-un cuib tipic din bețe și ocazional există mai multe cuiburi în același copac. În Asia de Sud sunt parazitați de cucul koel asiatic. Vârful de reproducere în India, precum și în Malaezia peninsulară este între aprilie și iulie. Copacii mari, cu coroane mari, sunt preferați pentru cuibărit.

## Relația cu oamenii
Se suspectează că paramixovirusurile, cum ar fi PMV 1, care provoacă boala Newcastle, pot fi răspândite de Corvus splendens. Focarele de boală de Newcastle din India au fost adesea precedate de mortalitate la ciori. De asemenea, s-a constatat că acestea sunt purtătoare de Cryptococcus neoformans, care poate provoca criptococcoză la om.
În mod curios, ciorile din Tanzania au prezentat o absență a paraziților din sânge, deși unele specii, cum ar fi Trypanosoma corvi, au fost descrise pentru prima dată la această specie. Patologul T.R. Lewis și-a exprimat surprinderea față de numărul de hematozoare prezente în sângele ciorilor din Calcutta.

## Galerie

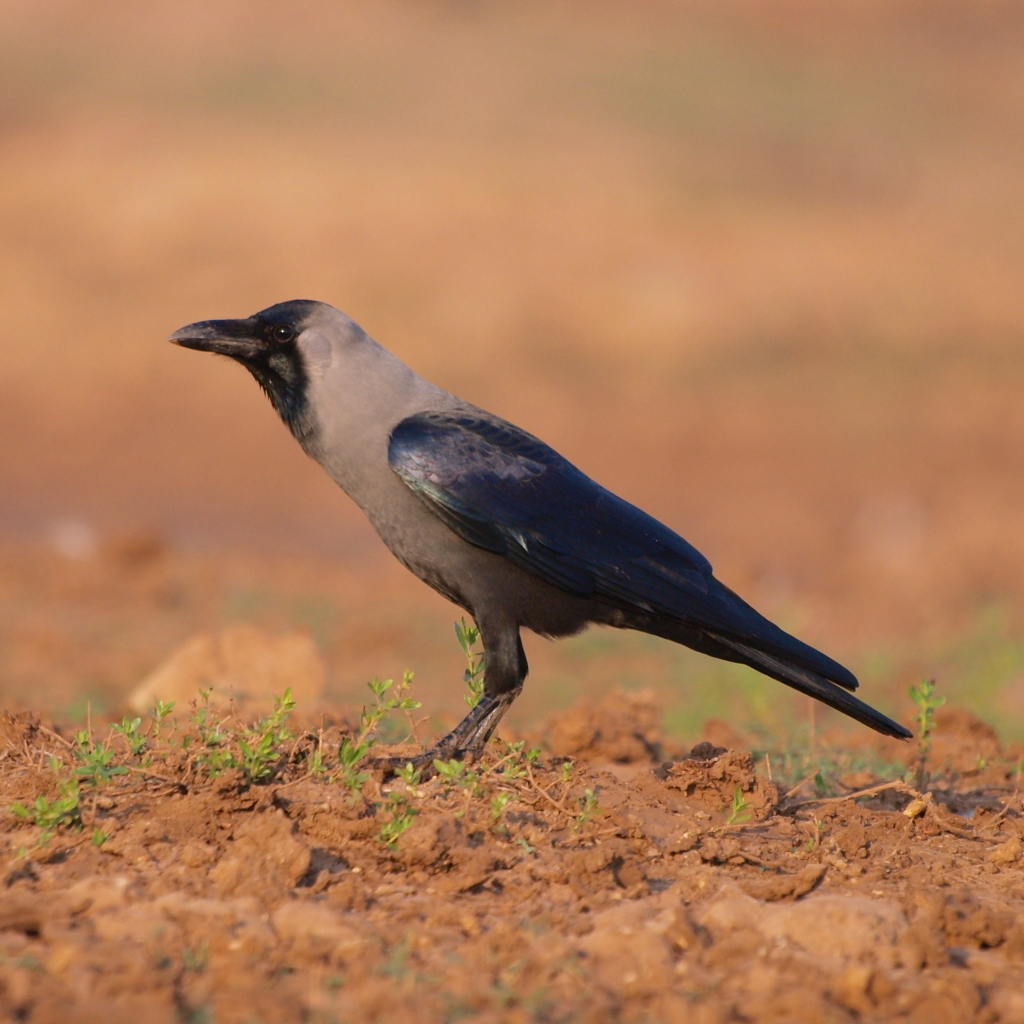
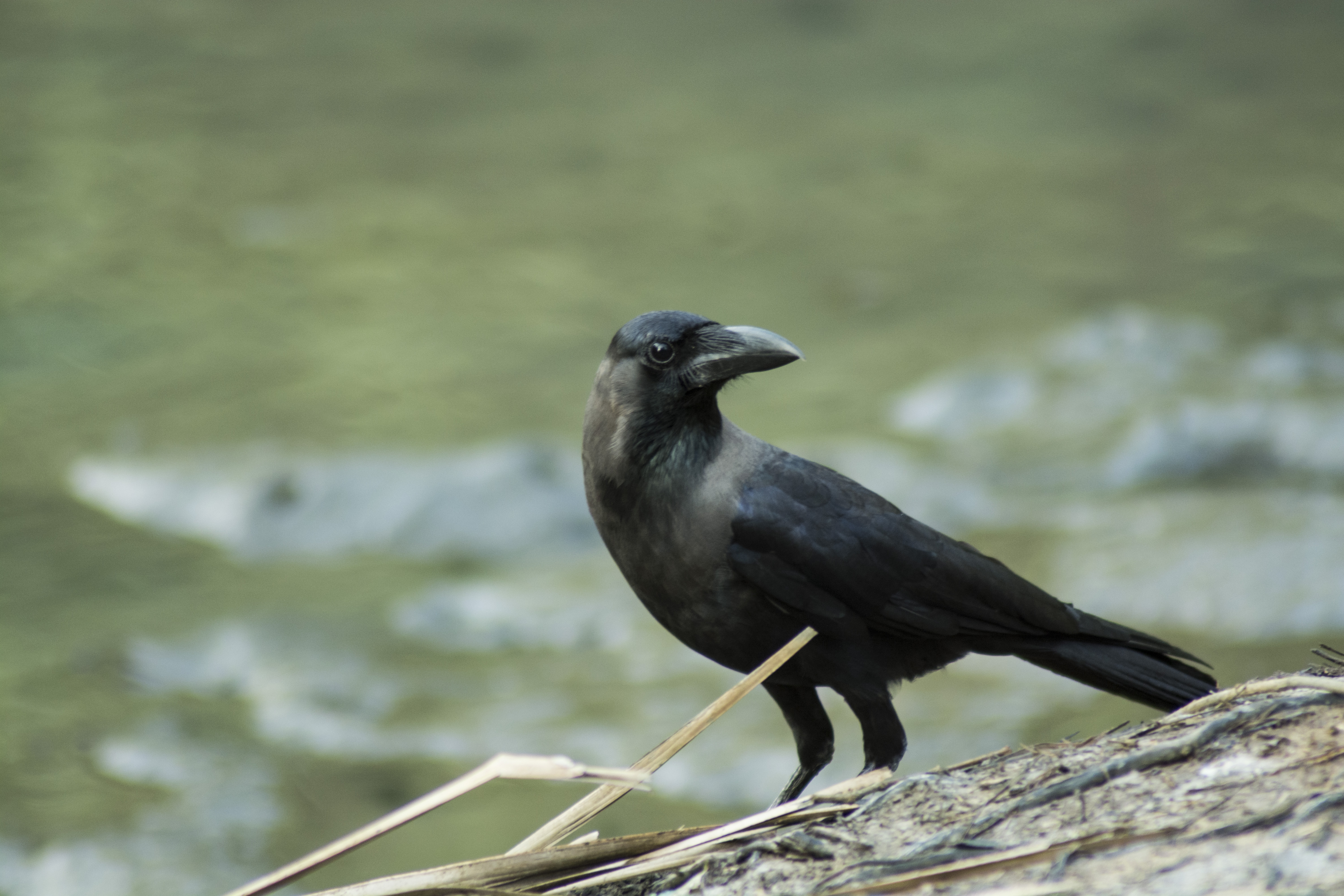
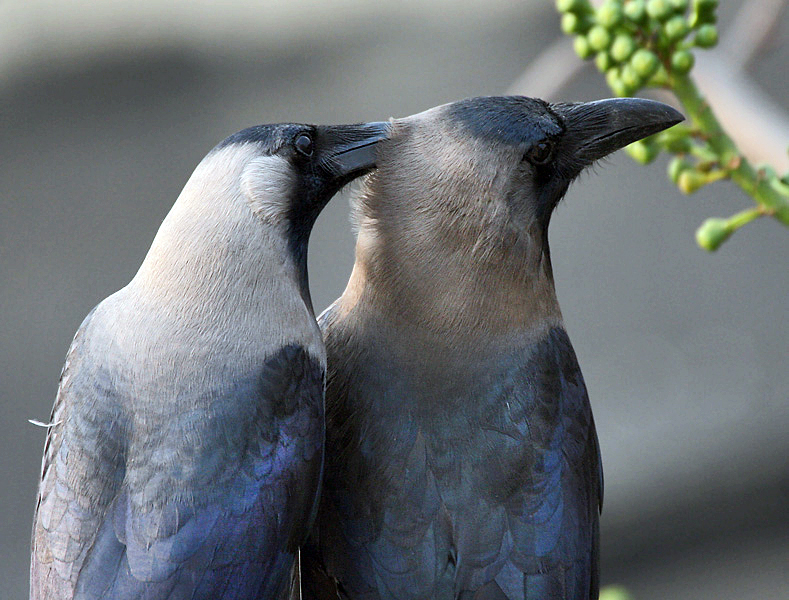
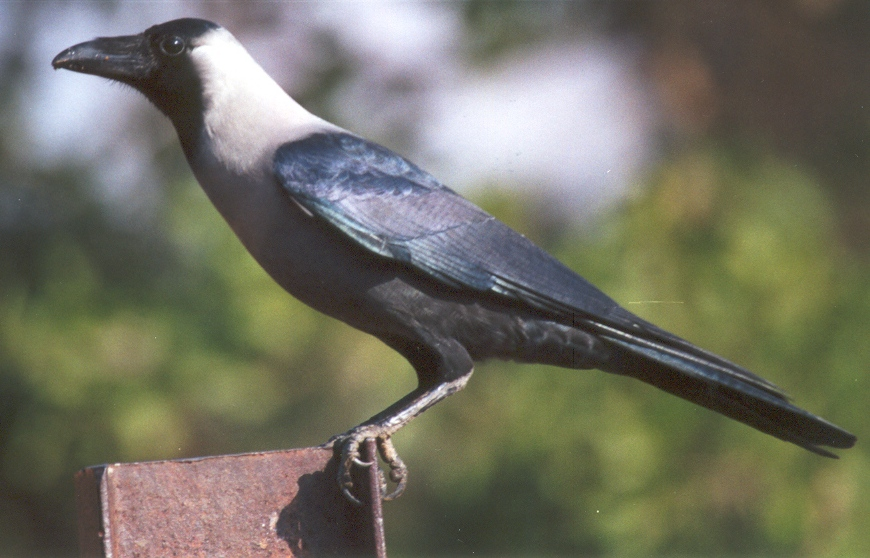